# 中之島西出入口
中之島西出入口（なかのしまにしでいりぐち）は、大阪府大阪市北区にある、阪神高速道路3号神戸線の出入口。神戸方面のみ出入口のあるハーフICである。

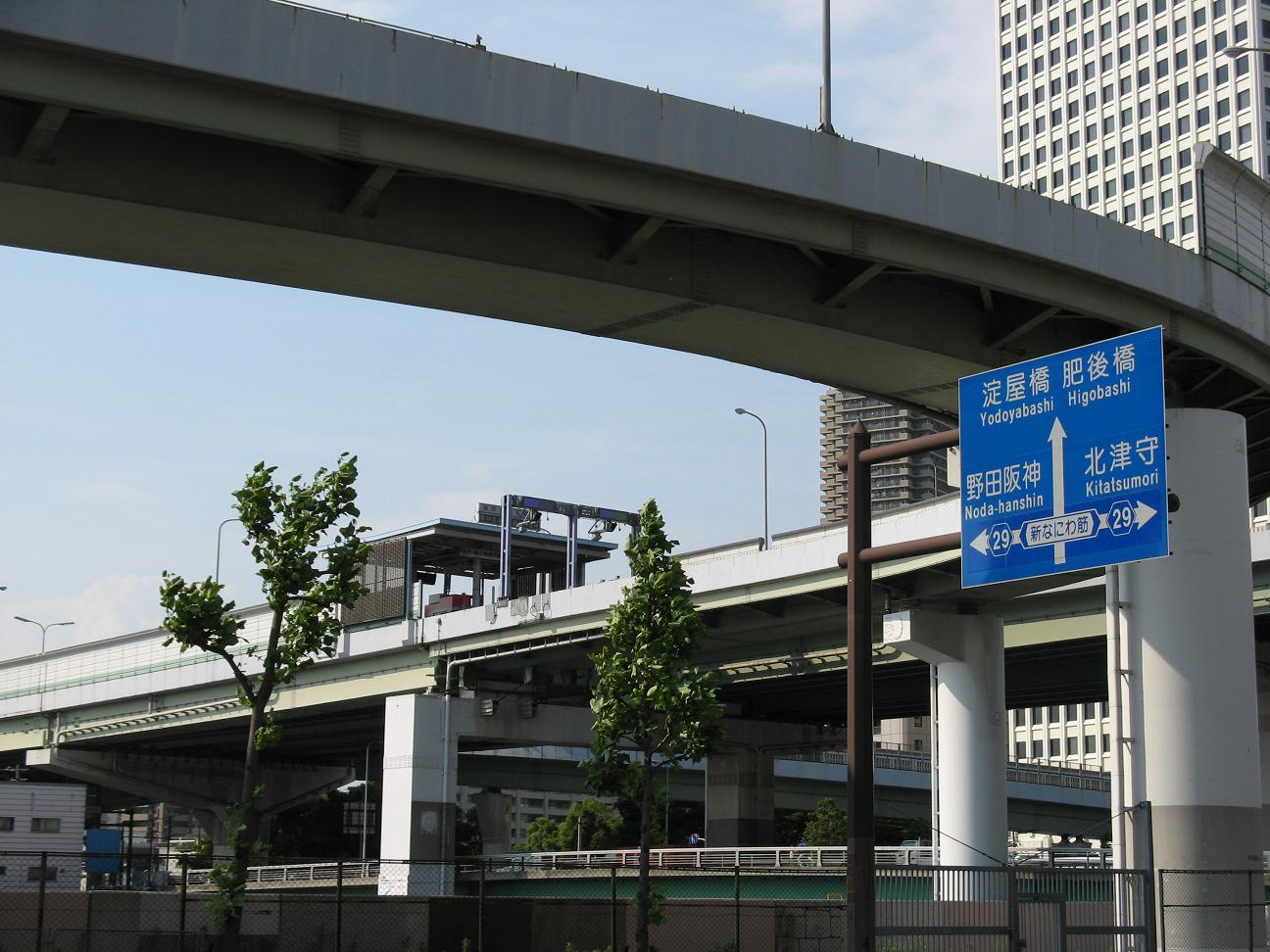
中之島西出入口
（昭和橋東詰から北東望）

入路は端建蔵橋（土佐堀川）の北東袂から昭和橋（木津川）の手前をかすめて湊橋（土佐堀川）の頭上まで土佐堀川上で半円を描いたのち上船津橋（堂島川）の頭上にかけて本線に合流する。
2024年（令和6年）9月3日より入口料金所がETC専用になっている。

## 道路
- 阪神高速3号神戸線(3-02)

## 料金所

### 中之島西料金所
- ブース数：2
  - ETC専用：1
  - サポート：1

## 接続する道路
- 中之島通
- あみだ池筋

本線と並走する新なにわ筋との接続はあまり良くない。

### 乗り継ぎ
当出口→1号環状線の堂島入口の間に乗り継ぎ制度がある。ETCを利用せずに乗り継ぐ場合は、乗継券を当出口の発券所で受け取ることになる。
2013年5月25日までは、当出入口と16号大阪港線の波除出入口の相互間も乗り継ぎ制度があったが、2号淀川左岸線開通に伴い終了した。

## 周辺
- 中之島
- 中之島四季の丘
- 中之島西公園
- 住友病院
- 大阪府立国際会議場（グランキューブ大阪）
- リーガロイヤルホテル
- 大阪市中央卸売市場本場

## 隣
阪神高速3号神戸線
(3-01)西長堀出入口 - (3-02)中之島西出入口 - (3-03)海老江出入口